# Карета

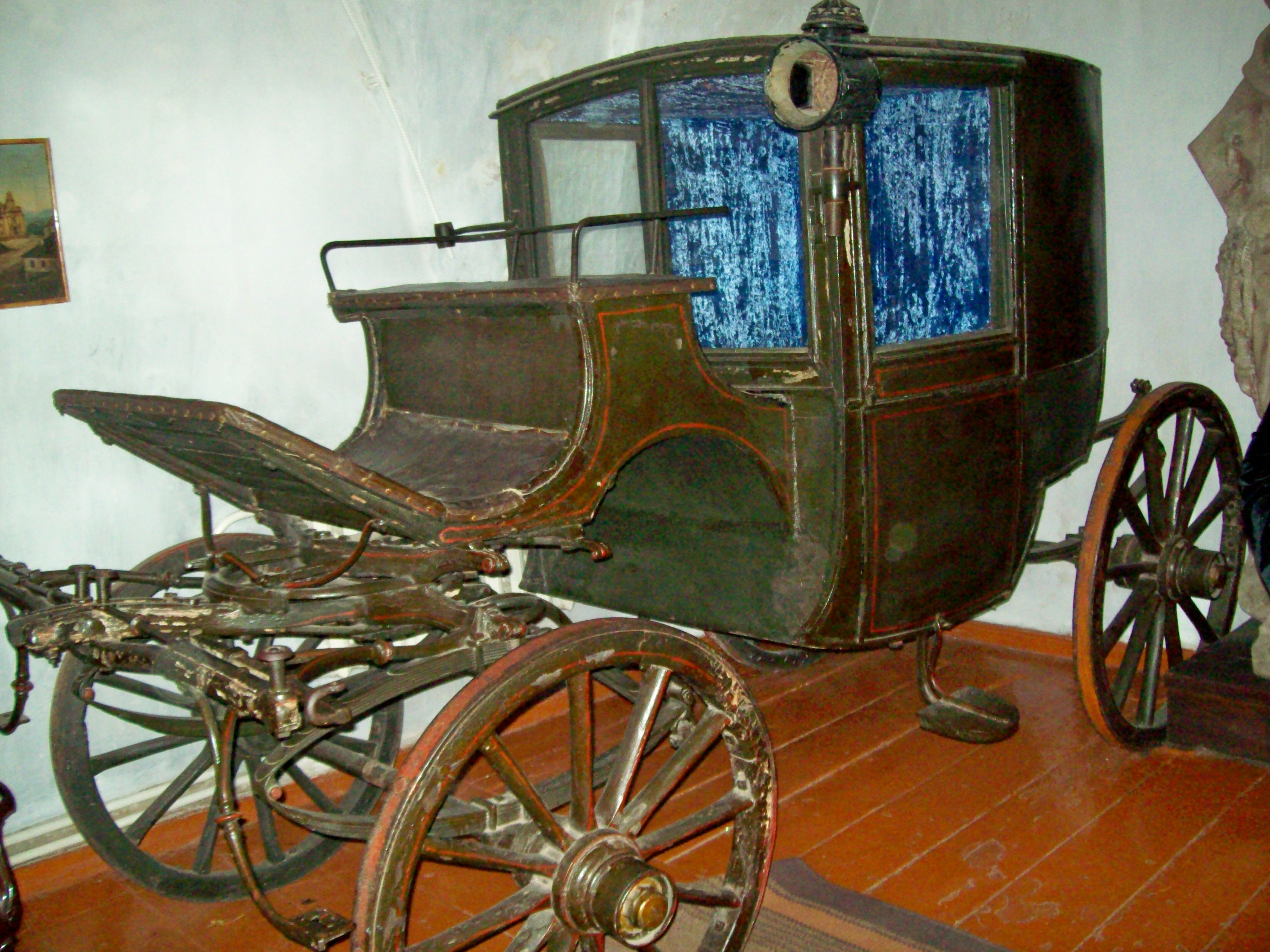
Карета з Острозького замку

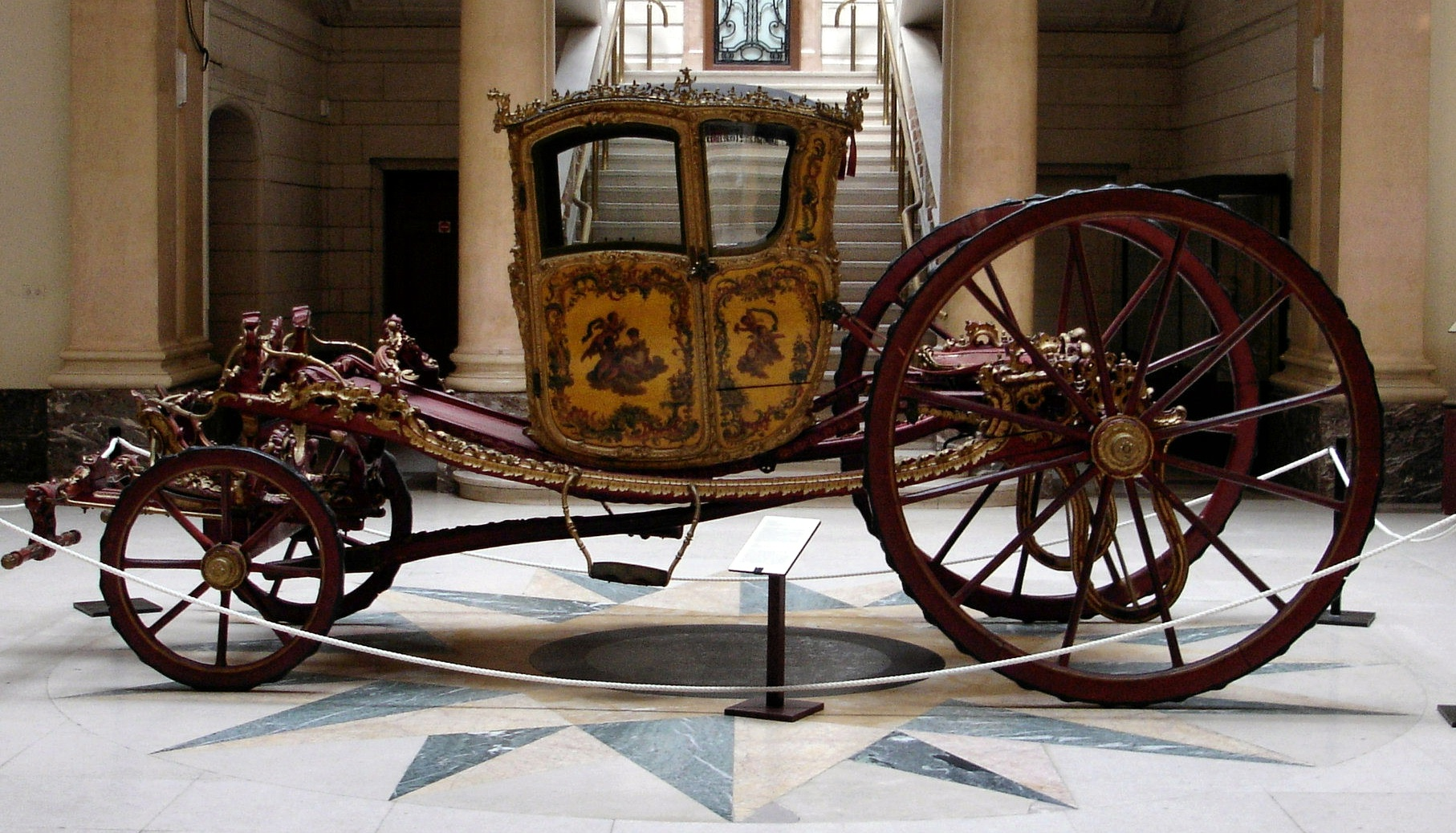
Карета 18-го століття.
Королівський музей мистецтва та історії в Брюсселі.

Каре́та (через пол. kareta і італ. carretta від лат. carrus — «візок») або кінний екіпаж — закритий пасажирський віз із ресорами. Спочатку кузов підвішувався на ременях, потім для пом'якшення ходу, стали використовувати пружини (з початку XVIII століття), а з початку XIX століття стали застосовувалися ресори.
Призначався переважно для особистого користування, хоча з пізнього середньовіччя в Європі їх почали використовувати, зокрема, і як громадський транспорт. Приклад — диліжанс, омнібус та шарабан. Найпоширенішим видом диліжанса можна вважати поштову карету.

## Історія
Деякі кінські вози було знайдено у кельтських могилах, і вже тоді, їхні основи кріпилися не жорстко. Чотириколісні вози використовували у доісторичній Європі, і їх форма, відома з розкопок, говорить про те, що основні способи складання колісної та ходової частин, з часом, майже не мінялися.

### Колісниці
Найбільш раннім способом перевезення, була колісниця, відома у Месопотамії вже 1900 року до нашої ери. Її використовували, як правило, для військових дій з боку єгиптян, проти європейців. Це був, по суті, двоколісний віз у вигляді кошика для перевезення одного або двох пасажирів, у який запрягалося один або двоє коней. Колісниця була революційним та дієвим транспортом, оскільки дозволяла зі стрімкістю, доставляти свіжих воїнів на найважливіші ділянки битви.

## Стародавній Рим
У першому столітті до нашої ери, римляни використовували пружинні вози для сухопутних подорожей. Цілком ймовірно, що римські екіпажі використовували деякі форми підвісок на ланцюгах або шкіряних ремінцях, що підтверджується розкопками.
Підвіска на ланцюгах відома зі стародавніх джерел з 14-го століття і була поширена до 15-го століття.
Карети насамперед використовували аристократи (особливо жінками), і могли мати багато прикрас і позолоту. Ці вози мали чотири колеса зі стрижневою системою на шворнях, що дозволяло колесам повертатися, та мали від двох до чотирьох коней, залежно від того, як їх було зроблено (складні прикраси із золотою підкладкою робили карету важчою).

## Середньовіччя
У добу раннього Середньовіччя екіпажі були не в пошані, користування ними вважалося ознакою зніженості. Чоловіки їздили верхи, жінки та духовні особи — на віслюках. Колісні пасажирські візки рідко згадуються в літописах: Егінгард розповідав, що король Хільперік повсюди їздив на римському возі (carpentum), запряженому волами. Англійський єпископ Еркенвальд у VII ст. їздив і проповідував у візку, тільки тому, що був надто старим і немічним для верхової їзди. Мода на колісні екіпажі починає відроджуватися тільки після Хрестових походів, але їх допускають лише в урочистих випадках і для високопоставлених осіб. Наприклад, коли в 1377 році імператор Карл IV приїздив у Париж, король Карл V вислав йому одну з карет, оскільки імператор страждав від подагри і не міг їздити верхи. Аж до кінця XV ст. були настільки рідкісними, що в будинках навіть не робили справжніх широких воріт, а у двір в'їздили тільки верхи на конях. У першій половині XVI ст. в Парижі було тільки три карети: одна з них належала Раймонду де Лаваль, який був настільки товстим, що не міг їздити в сідлі.

## Новий час

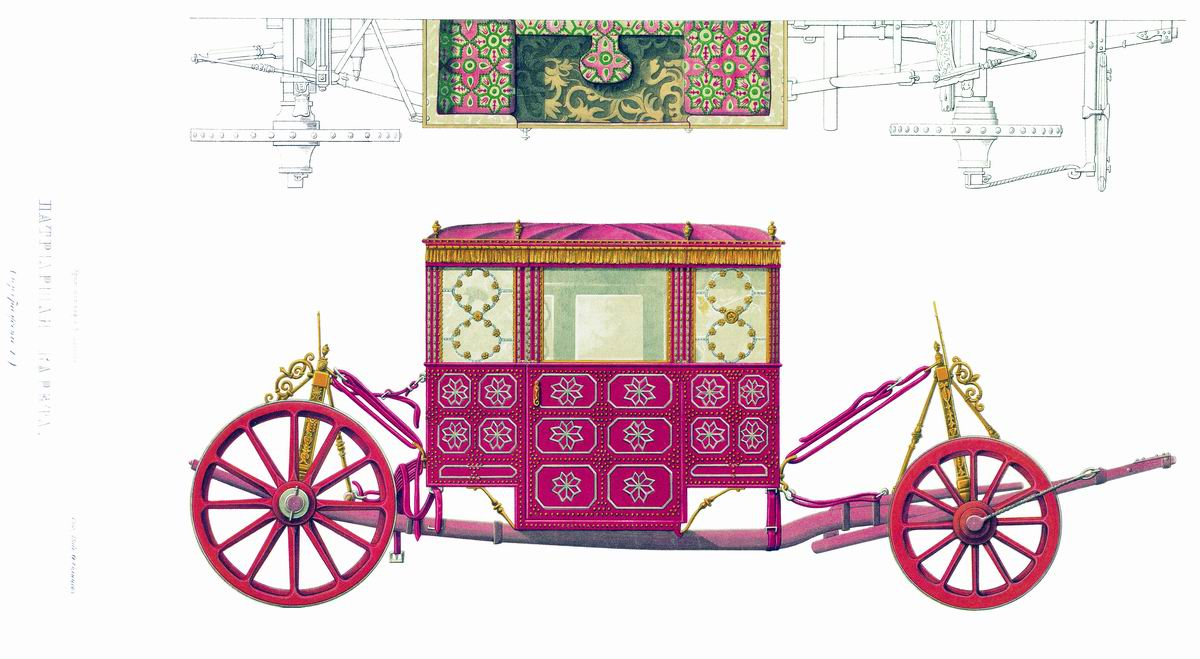
Московська патріарша карета. Друга половина XVII ст.

Під час правління короля Матіаса Корвіна (1458—1490), який практикував швидкі подорожі, в Угорщині швидко розвивався транспорт (карети). Угорську карету було високо оцінено, оскільки вона була здатна перевозити 8 осіб та у ній використовували легкі колеса, що дозволяло для перевезення застосовувати одного коня. Надалі угорська карета досить швидко поширилася усією Європою. Від назви угорського поселення Коч отримав найменування й тип ресорної карети — коч.
У Московській державі до XVII століття дружини і діти бояр і дворян подорожували в колимагах — возах, закритих запонами, іноді зі слюдяними віконцями. З XVII ст. поширюються карети європейського зразка. Карета з полозами, призначена для пересування в зимовий період, називалася «візком» (рос. возок), «каптаном».
У XVIII — на початку XIX ст. для далеких подорожей використовували ридва́ни — великі карети, запряжені 6—12 кіньми. Назва цього екіпажа походить через пол. rydwan від сер.-в.-нім. reitwagen.

## Конструкція
Під тілом карети є ходова частина (колеса та осі). Колеса обертаються на вальницях або шпинделях на кінцях осі — стрижня або балки. Більшість карет, мають одну або дві осі. На чотириколісних транспортних засобах, передня ходова частина, виконана з можливістю повороту передньої осі (за допомогою шворня), незалежно від нерухомої задньої. Кілька конструктивних елементів утворюють частини, що підтримують корпус карети. Усередині карета мали м'які сидіння, споряджалася віконцями по боках і спереду: для спілкування з кучером. Для входу під дверцями була відкидна підніжка. У темну пору доби по боках карети горіли ліхтарі.
Людина, що правила екіпажем, називалася кучер. Слуга у лівреї був повинен бігти перед каретою свого господаря, щоб звільняти шлях. Карету міг супроводжувати вершник, який їхав попереду або поруч з коляскою. На зап'ятках ззаду карети розташовувалися лакеї-гайдуки.
Під час перевезення пасажирів, використовували плед як ковдру або аналогічне покриття для їхніх колін і ніг. Для забезпечення тепла пасажирів взимку, використовувалася накидка, виготовлена зі шкіри американського бізона.
Коней для використання з каретами, спеціально розводили. Однією з таких порід, є Клівленд-Бей, однорідного кольору і з міцною статурою. Інколи використовували собак особливої породи для роботи поруч з коляскою.

## Сучасність
Слово «карета» зараз продовжує вживатися щодо автомобіля швидкої допомоги.